# 145 Adeona
Adeona /ædiːˈoʊnə/ (định danh hành tinh vi hình: 145 Adeona) là một tiểu hành tinh hơi lớn ở vành đai chính. Thành phần cấu tạo của nó dường như bằng cacbonat nguyên thủy và bề mặt của nó rất tối. Tên của nó được dùng để đặt cho nhóm tiểu hành tinh họ Adeona. Ngày 3 tháng 6 năm 1875, nhà thiên văn học người Mỹ gốc Đức Christian H. F. Peters phát hiện tiểu hành tinh Adeona khi ông thực hiện quan sát tại Đài quan sát Litchfield thuộc Đại học Hamilton ở Clinton, New York, Hoa Kỳ và đặt tên nó theo Abeona, nữ thần hộ mệnh của trẻ em, trong thần thoại La Mã. Peters cũng phát hiện ra 144 Vibilia trong cùng đêm đó.
Hai lần Adeona che khuất một ngôi sao đã được quan sát vào ngày 9 tháng 7 năm 2002 và sau đó vào ngày 3 tháng 2 năm 2005.